# جن لانگوت
جن لانگوت (انگلیسی: Jenne Langhout; ۲۷ سپتامبر ۱۹۱۸ – ۲۹ مارس ۲۰۱۰) بازیکن هاکی روی چمن، و بازیکن کریکت اهل پادشاهی هلند بود.